# Moarhof Tögl

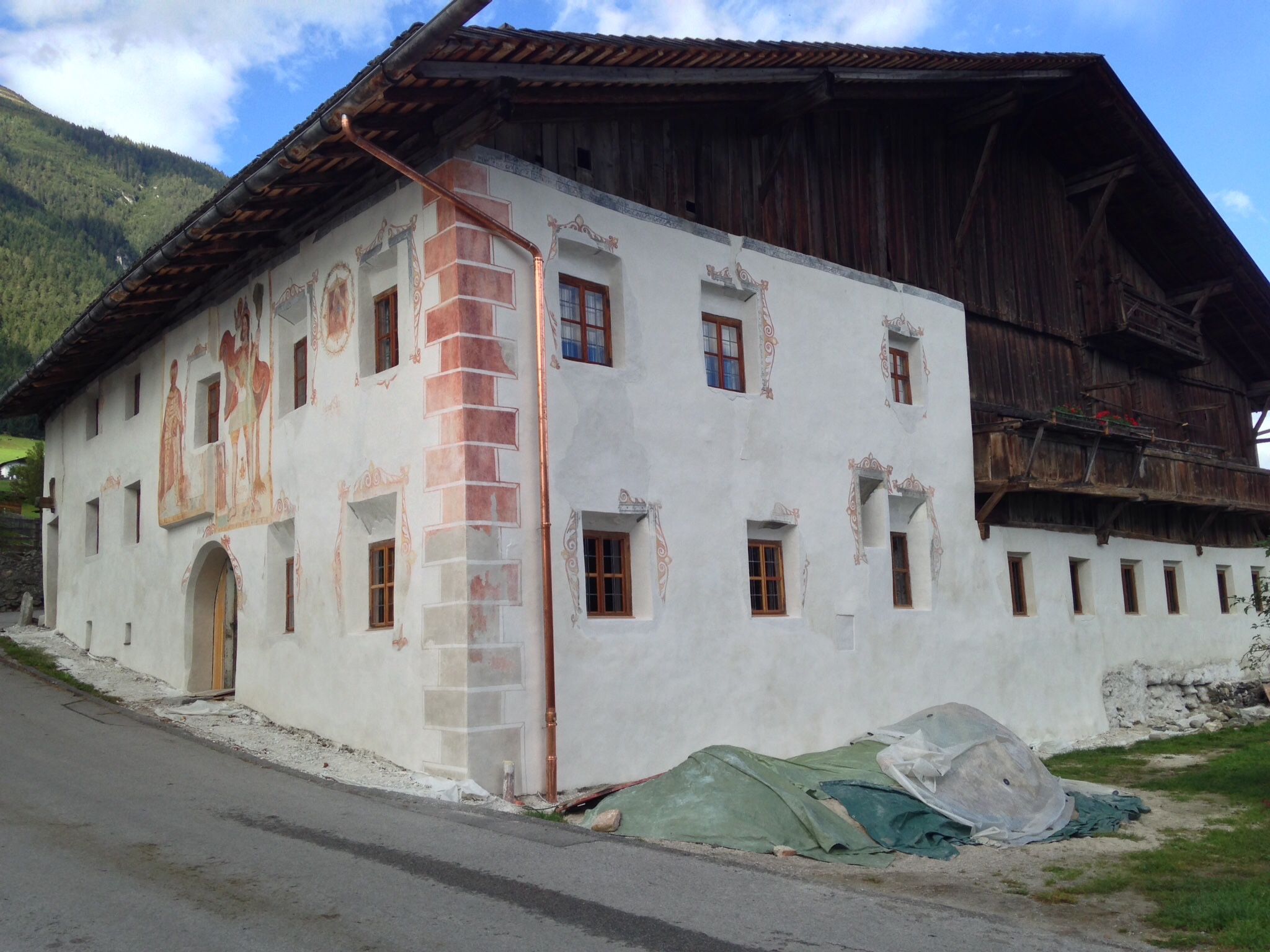
Moarhof in Telfes

Der Moarhof (ein ehemaliger Meierhof) ist ein spätmittelalterlicher Bauernhof in Telfes im Stubai, direkt neben der Pfarrkirche Telfes. Der Hof steht .

## Beschreibung
Der typologisch weiterentwickelte Mittertennhof ist im Kern spätromanisch und wurde, folgt man der Inschrift an der Firstpfette, 1597 großzügig ausgebaut. Der Wohnteil ist gemauert, der Wirtschaftsteil über dem gemauerten Erdgeschoß ist in Ständerbauweise ausgeführt. Die Fenster haben großteils noch die originalen, sehr tiefen Hohlkehlen. Der Moarhof fällt durch die ebenfalls vom Ende des 16. Jahrhunderts stammenden Fresken auf, die den heiligen Christophorus und den heiligen Florian zeigen, eine Mariahilfdarstellung ist mit 1660 bezeichnet. Innen sind Gewölbe, ein überwölbter Stiegenaufgang und eine Stube mit Holzbalkendecke erhalten.
Nach 2007 fand eine Restaurierung statt.

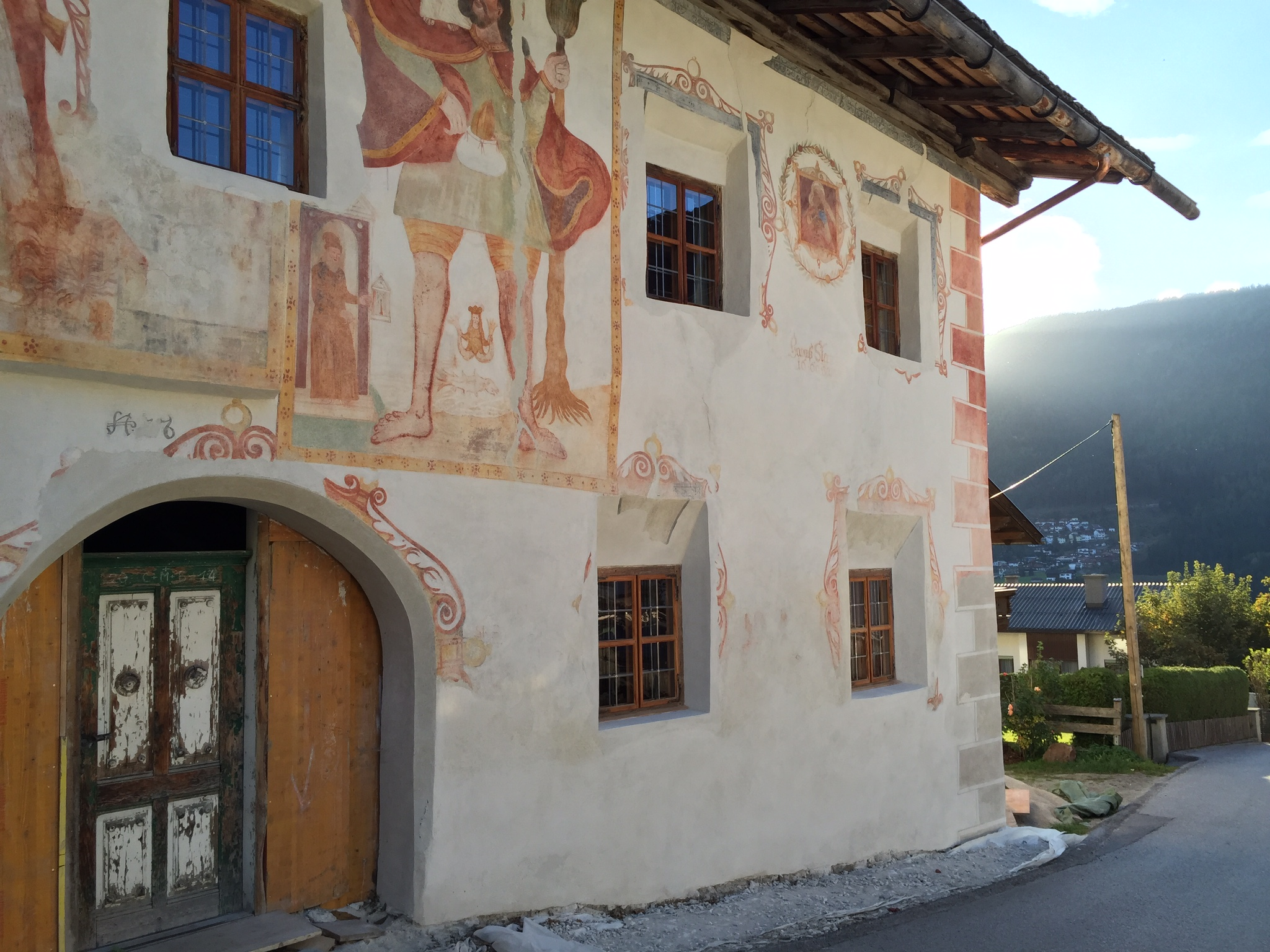
Frontseite mit Tor und auffälligen Wandmalereien
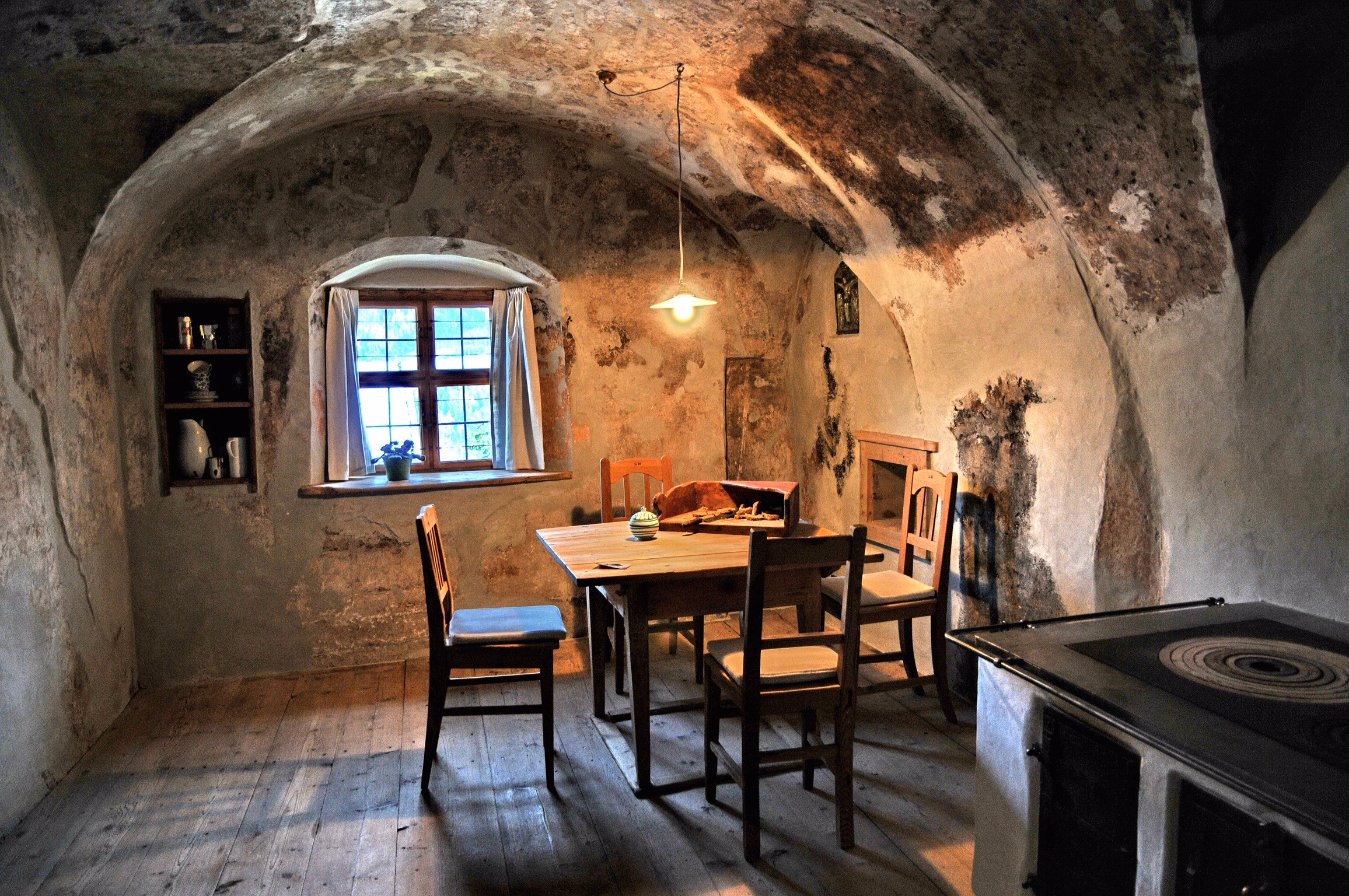
Restaurierte Küche mit Originalverputz
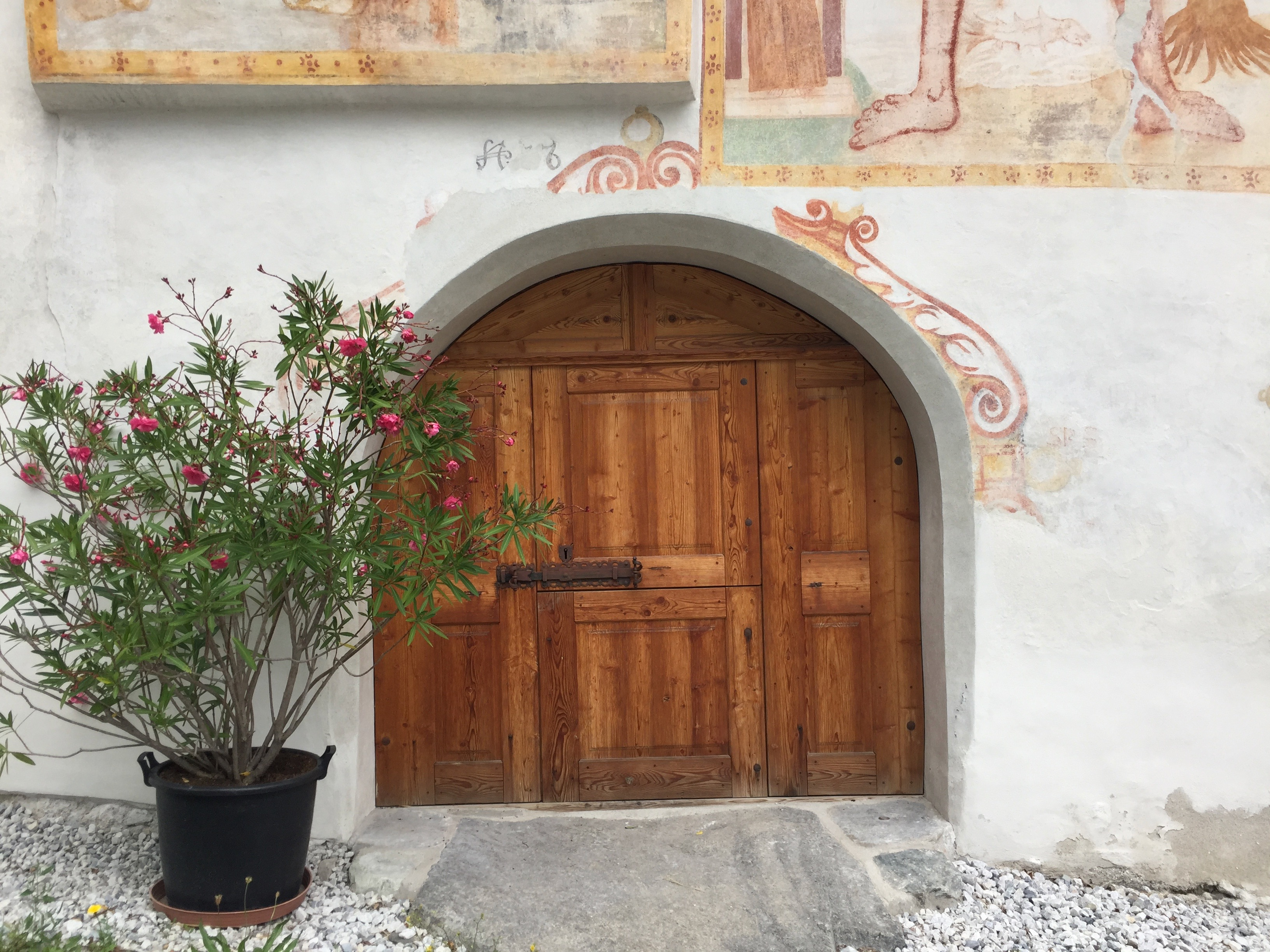
Nachbau des ursprünglichen Tores